# Claude Valade
 Claude Valade, née le 12 novembre 1941, est une chanteuse et une animatrice de télévision québécoise née à Sainte-Agathe-des-Monts. Très active entre 1963 et 1985, elle a produit 18 albums au cours de cette période.
Elle a connu plusieurs numéros un au palmarès des chansons, y compris pour Sous une pluie d'étoiles (1963, 1 sem.), Viens t'étendre au creux de mes bras (1975, 4 sem.), J'ai dit non (1976, 1 sem.). Son plus grand succès est le titre Aide-moi à passer la nuit, diffusé à plus de 418 000 exemplaires. Elle se produit aux États-Unis à la fin des années 1960, et interprète des titres de Nancy Sinatra et de Lee Hazlewood en duo avec Robert Demontigny, à Las Vegas, Miami et New York. Elle participe en 1972 au Festival international de la chanson, à Tokyo, où elle est primée.
Ses titres sont réédités par la suite, et elle participe à des tournées en 2015 et 2016. Elle annonce quitter la scène lors d'un concert Le retour de nos idoles, à Québec, en mai 2019,
En parallèle, Claude Valade mène une carrière d'animatrice radio.

## Discographie partielle
- 1963 : Claude Valade
- 1965 : Claude Valade vol. 2
- 1967 : Claude Valade
- 1970 : Claude Valade
- 1975 : Aide-moi à passer la nuit
- 1976 : Je n'ai pas assez d'une vie[7]
- 1976 : Joyeux Noël
- 1977 : De Nashville au Québec
- 1977 : Claude Valade Sings Supergold
- 1978 : Ce monde
- 1978 : Claude Valade chante Noël
- 1979 : Claude Valade
- 1979 : Comme tu es grand
- 1981 : Oui je crois
- 1982 : Il pleut des larmes dans mon cœur
- 1983 : Téléphone-moi
- 1985 : Garde-moi ton amour